# Pyramica tanymastax
Pyramica tanymastax är en myrart som först beskrevs av Brown 1964.  Pyramica tanymastax ingår i släktet Pyramica och familjen myror. Inga underarter finns listade i Catalogue of Life.

## Bildgalleri